# São Gabriel da Cachoeira

São Gabriel da Cachoeira

São Gabriel da Cachoeira este un oraș în unitatea federativă Amazonas (AM) din Brazilia. Orașul se află la extrema de nord-est a Braziliei. Populația de circa 13,000 de locuitori este compusă dint-ro majoritate de indieni indigeni. Din 2003, limba indiană Nheengatu este una din limbile oficiale ale municipiului São Gabriel da Cachoeira. Conform recensământului din 2007, municipiul São Gabriel da Cachoeira avea o populație de 39,129 de locuitori. Suprafața municipiului São Gabriel da Cachoeira este de 109,185 km².